# Peleh-ye Kolkol
Peleh-ye Kolkol (persiska: پُشتِۀ كُل كُل, پله کلکل, پِلِّه كَلكَل) är en ort i Iran.   Den ligger i provinsen Ilam, i den västra delen av landet, 500 km väster om huvudstaden Teheran. Peleh-ye Kolkol ligger 1 425 meter över havet och antalet invånare är 111.
Terrängen runt Peleh-ye Kolkol är kuperad. Runt Peleh-ye Kolkol är det ganska glesbefolkat, med 43 invånare per kvadratkilometer. Närmaste större samhälle är Eyvān, 16,6 km väster om Peleh-ye Kolkol. Omgivningarna runt Peleh-ye Kolkol är i huvudsak ett öppet busklandskap.